# Thanom Kittikachorn
Thanom Kittikachorn (Tak, 11 agosto 1911 – Bangkok, 16 giugno 2004) è stato un generale, politico e dittatore thailandese.
Convinto anticomunista, monopolizzò la scena politica della Thailandia dal 1963 fino al 1973, anno in cui una sollevazione popolare lo costrinse a ritirarsi dalla scena politica e a rifugiarsi in esilio. Il suo ritorno in patria nel 1976 scatenò la rabbia popolare che culminò con il massacro dei manifestanti ed un colpo di Stato realizzato dall'ala filo-monarchica dell'esercito.

## Carriera militare
Dopo aver frequentato diverse scuole di formazione militare ed aver prestato servizio in fanteria a Chiang Mai, Thanom Kittikachorn si laureò all'accademia militare di Bangkok conosciuta come College di Difesa Nazionale della Thailandia. Il Paese entrò nella seconda guerra mondiale dopo che l'allora dittatore e primo ministro Plaek Pibulsonggram siglò l'alleanza con l'Impero del Giappone, e Kittikachorn fu inviato con il grado di tenente colonnello nell'odierno Stato Shan birmano a combattere agli ordini dei giapponesi lungo la frontiera con la Cina nell'ambito dell'invasione della Birmania.
Pibulsonggram aveva dominato la scena politica del Paese da quando era stato uno dei promotori della rivoluzione siamese del 1932, che confinò la monarchia ad un ruolo di secondo piano e costrinse il re Rama VII a concedere la costituzione. Quando le sorti del conflitto divennero sfavorevoli, nel 1944 Pibulsonggram fu costretto a dimettersi ed il governo fu nei tre anni successivi in mano ai democratici del movimento anti-giapponese Seri Thai.

### Ascesa ai vertici dell'esercito e coinvolgimento nella vita politica
Il colpo di Stato siamese del 1947 riconsegnò il potere ai militari e riabilitò Pibulsonggram. Fu organizzato dal Comitato Nazionale dei Soldati (in lingua thai: คณะทหารแห่งชาติ)), un gruppo ristretto di militari tra i quali vi erano Sarit Thanarat e Thanom Kittikachorn, che divenne in seguito capo del Dipartimento Militare di Lopburi e, con il grado di colonnello, comandante dell'11ª Divisione di Fanteria. Nel 1951 entrò ufficialmente in politica, venendo nominato deputato dell'Assemblea Nazionale (il parlamento della Thailandia), e l'anno successivo fu promosso maggior generale.
Nel febbraio del 1953, gli venne affidato l'incarico di sopprimere una ribellione contro la giunta militare e, dopo il successo che ottenne, fu nominato tenente generale. Nello stesso anno rappresentò la Thailandia nella cerimonia che chiuse ufficialmente la guerra di Corea e gli venne poi affidato il comando della 1ª Regione dell'Esercito Reale. Nel 1955 fu nominato vice-ministro delle Cooperative. Nel 1957 fu nuovamente al fianco di Sarit Thanarat nel nuovo colpo di Stato che pose fine alla carriera di Pibulsonggram, e gli fu assegnato il dicastero della Difesa nel breve governo di Pote Sarasin che ne seguì. Divenne così la seconda più alta personalità dell'esercito dopo lo stesso Thanarat.

## Primo ministro

### Primo incarico
Dopo essere stato nominato generale, gli fu affidata la carica di primo ministro il 1º gennaio 1958 al termine di regolari elezioni, nel periodo in cui Thanarat dovette trasferirsi negli Stati Uniti per curare gravi problemi di salute. Oltre che capo del governo, divenne contemporaneamente ministro della Difesa e comandante in capo dell'esercito. La crisi economica che attanagliava il Paese e la scarsa coesione del governo portò Thanarat, di ritorno dall'America, a compiere nell'ottobre del 1958 un nuovo colpo di Stato e a prendersi la carica di primo ministro, abrogando la costituzione. Il ministero della Difesa fu lasciato a Kittikachorn, che fu nominato vice primo ministro e vice comandante supremo delle forze armate.
Negli anni del governo Thanarat, la monarchia tornò ad avere un ruolo centrale come mai era successo dopo la rivoluzione del 1932, e la Thailandia si avvicinò agli Stati Uniti nella guerra fredda, con la repressione anticomunista e l'appoggio alla controguerriglia nel vicino Regno del Laos. Thanarat rilanciò l'economia nazionale con l'aiuto degli Stati Uniti e il suo regime fu uno dei più oppressivi mai avuti dalla Thailandia, con l'abolizione di tutti i partiti (ad eccezione del Partito Rivoluzionario da lui stesso fondato), imponendo una rigida censura alla stampa e imprigionando molti dissidenti.

### Secondo incarico
Thanom riebbe la carica di primo ministro il 9 dicembre 1963, il giorno dopo la morte di Sarit Thanarat. Si autonominò subito comandante in capo dell'Esercito Reale e l'anno successivo chòm phón (in lingua thai: จอมพล; grado simile a feldmaresciallo) del Reale Esercito e della Reale Aeronautica Militare, nonché ammiraglio della Reale Marina Militare. Continuò la politica filo-statunitense del predecessore, inviando truppe in Laos per fronteggiare i guerriglieri del Pathet Lao e attuando una dura repressione anticomunista in patria. Ottenne in cambio dai nordamericani consistenti finanziamenti.
Nell'ottobre del 1968 fondò il Partito Saha Prachathai, e nel febbraio seguente riebbe l'incarico di premier al termine delle elezioni. Nel novembre 1971 organizzò un colpo di Stato che rovesciò il suo proprio governo con l'intenzione di sopprimere l'infiltrazione comunista. Dissolse il parlamento e formò il Consiglio Esecutivo Nazionale assumendo la carica di presidente, con la quale continuò a governare. Nel dicembre del 1972 si autonominò primo ministro, ministro della Difesa e degli Esteri. Thanom Kittichakorn, il suocero generale e ministro dell'Interno Praphas Charusathien ed il figlio colonnello Narong Kittikachorn divennero noti tra gli oppositori come i "Tre Tiranni".
La durezza della repressione e la grave corruzione che caratterizzarono i suoi governi aumentarono il pubblico malcontento, ed i thailandesi cominciarono a chiedere libere elezioni per la formazione di un nuovo parlamento. La tensione crebbe e vennero organizzate imponenti dimostrazioni anti-governative. La rivolta studentesca del 1973 pose fine alla sua egemonia politica, al termine di tre giorni di scontri tra le forze dell'ordine e un numero enorme di dimostranti fu costretto dal re Rama IX a rassegnare le dimissioni. Si rifugiò con gli altri due tiranni prima negli Stati Uniti e poi a Singapore. Con la sua uscita di scena, tornò a governare la Thailandia un esecutivo democratico per la prima volta dopo 26 anni.

## Fatti del 6 ottobre 1976
In seguito si venne a creare un crescente scontro tra le forze democratiche e varie fazioni dell'esercito. Si diffuse tra i militari e l'aristocrazia la paura che i comunisti potessero insediarsi anche in Thailandia, dopo aver trionfato nella guerra del Vietnam ed aver preso il potere in Laos, in Cambogia e nello stesso Vietnam. Il generale maggiore dell'esercito Pramarn Adireksarn aveva cominciato a tramare un colpo di Stato subito dopo l'esilio di Kittikachorn e si impegnò per farlo tornare in patria, sperando di provocare sommosse popolari che gli sarebbero servite da pretesto per realizzare un colpo di Stato.
L'ex dittatore fu richiamato in Thailandia da Samak Sundaravej, membro della destra del Partito Democratico e molto vicino ai vertici dell'esercito e alla casa reale. Al suo arrivo in Thailandia, il 19 settembre 1976, Thanom dichiarò di essere tornato solo per essere vicino al padre che stava morendo. Fu subito ordinato monaco al Wat Bowonniwet, un tempio particolarmente vicino alla famiglia reale. La cerimonia fu chiusa al pubblico per evitare disordini e le milizie paramilitari dei Gaur Rossi circondarono la struttura per proteggere l'ex primo ministro.

### Massacro degli studenti in sommossa
Gli studenti si riunirono a protestare per il ritorno di Kittichchakorn il 30 settembre nel campus dell'Università Thammasat di Bangkok. L'occupazione dell'ateneo e la protesta si protrassero nei giorni successivi, e alle prime ore del 6 ottobre la polizia cittadina ed alcuni gruppi paramilitari di estrema destra (che venivano addestrati alla guerriglia anticomunista dal 1974) sferrarono l'attacco. Gli studenti furono bersaglio dei colpi di arma da fuoco, percossi a morte, impiccati e bruciati in un massacro che si protrasse fino a mezzogiorno. Le cifre rese note dal governo thailandese furono di 46 morti e 167 feriti. Una stima non ufficiale di oltre 100 morti fu fatta dall'associazione di volontari che portarono via i cadaveri.

### Colpo di Stato
I responsabili del massacro si recarono nel pomeriggio alla sede del governo, dove chiesero ed ottennero le dimissioni del primo ministro Seni Pramoj. Alle 18:30 una giunta militare guidata dal ministro della Difesa prese il potere e due giorni dopo conferì l'incarico di primo ministro a Thanin Kraivichien, un avvocato che non era mai entrato nei governi precedenti. Anche il governo di Kraivichien si distinse per la ferocia anticomunista, furono messi agli arresti 3.000 sospetti attivisti di sinistra ed altri 800 si rifugiarono nei vicini paesi comunisti. Tutti i media furono posti al vaglio della censura ed i membri delle organizzazioni comuniste furono dichiarati passibili di condanna alla pena di morte. La repressione si diffuse particolarmente nelle università, nei mass media e tra gli impiegati della pubblica amministrazione. Fu previsto l'eventuale ritorno alla democrazia secondo un piano di dodici anni.

## Ultimi anni
Dopo aver lasciato gli abiti di monaco, Thanom Kittikachorn abbandonò la politica. Avrebbe cercato negli ultimi anni di vita di riabilitare la propria immagine e di recuperare alcune delle proprietà che gli erano state confiscate quando era stato esiliato. Nel marzo del 1999 fu nominato membro della Guardia Reale dal primo ministro Chuan Leekpai, ma fu costretto a rinunciare per le proteste che si levarono al riguardo.
Thanom Kittikachorn morì nel 2004 nell'Ospedale Generale di Bangkok. Le spese mediche furono pagate dal re Bhumibol Adulyadej e alla cerimonia di cremazione rappresentarono il monarca la figlia Chulabhorn Walailak e la moglie, regina Sirikit, che accese il fuoco con la fiamma reale.